# Desmazeria
Desmazeria là một chi thực vật có hoa trong họ Hòa thảo (Poaceae).

## Loài
Chi Desmazeria gồm các loài: